# Adalbert Fässler

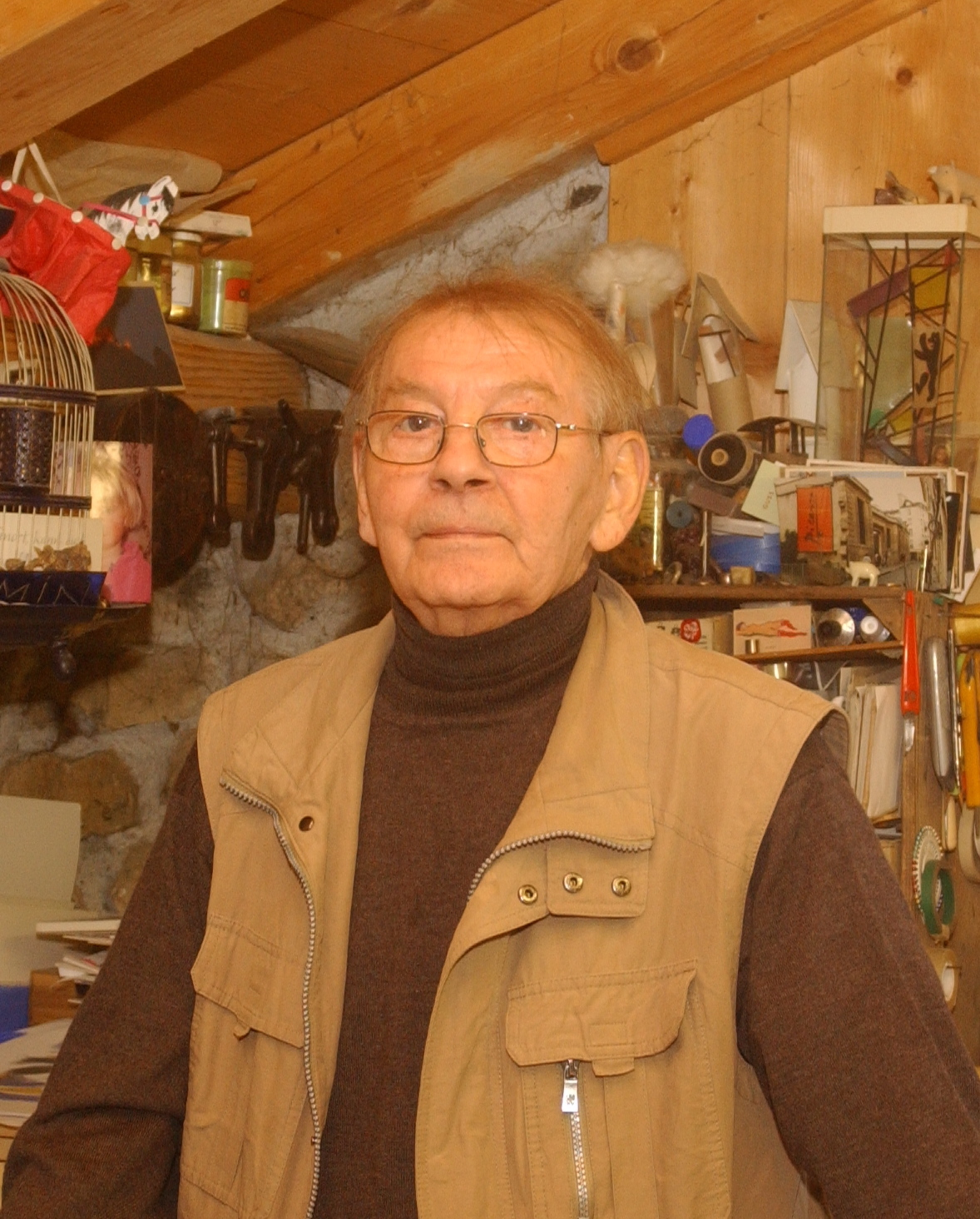
Adalbert Fässler in seinem Atelier in Appenzell.

Adalbert Fässler sen. (* 25. Januar 1933 als Karl Adelbert Fässler in St. Gallen; † 6. Februar 2010 in Appenzell; heimatberechtigt ebenda; Spitzname: Sattleli) war ein Schweizer Kunstmaler und Kunsthandwerker aus dem Kanton Appenzell Innerrhoden. 2010 erhielt er den Innerrhoder Kulturpreis.

## Leben und Wirken
Adalbert Fässler war der Sohn des Kunsthandwerkers, Kunstmalers und Antiquitätenhändlers Johann Baptist Fässler und der Maria Josefina Räss. Er wurde in die Familie der Sattleli geboren, die in Innerrhoden seit dem 18. Jahrhundert das Kunsthandwerk der Senntumssattlerei betreibt, und lernte beim Vater früh den Umgang mit verschiedenen Werkmaterialien wie Holz, Metall oder Leder. Nach der Primarschule und der Realschule am Kollegium St. Antonius in Appenzell besuchte Fässler die Kunstgewerbeschule in St. Gallen als Grafiker. Es folgten Studienaufenthalte in Paris und Süditalien, wo Adalbert Fässler mit dem Impressionismus und der Abstraktion in Berührung kam.
Nach der Rückkehr nach Appenzell war Adalbert Fässler als Kunstmaler und Kunsthandwerker tätig. Er beschäftigte sich ausserdem mit dem Restaurieren von alten Möbeln. In seiner Malerei beschäftigte Fässler sich thematisch mit Land und Leuten von Appenzell Innerrhoden, besonders bekannt wurde er durch seine Kinderporträts. Seine reduktionistischen Landschaften sind eine impressionistische Weiterentwicklung der Appenzeller Bauernmalerei. Die Stille ist ein wichtiges Thema in den Werken Adalbert Fässlers. Vielfach finden sich Verweise auf den katholischen Glauben des Künstlers. Fässlers Bilder fanden weite Verbreitung in den privaten Haushalten des Appenzellerlands. 1958 heiratete Adalbert Fässler Theresia Louisa Ulmann. Der Verbindung entsprossen drei Kinder, darunter Adalbert Fässler jun., der heute die Tätigkeit des Vaters, und damit die Familientradition, fortführt.
Als Kunsthandwerker gestaltete Adalbert Fässler zahlreiche Wirtshausschilder, Wappenscheiben, Metallplastiken und Grabkreuze. Der Familientradition folgend beschäftigte er sich auch mit der Appenzeller Senntumssattlerei. Verschiedene Ausstellungen ab 1971 würdigten das Werk Fässlers. Der Künstler zeichnete sich durch eine ausgesprochene Zurückgezogenheit aus. Wenige Wochen vor seinem Tod wurde Adalbert Fässler für sein vielfältiges Schaffen der Innerrhoder Kulturpreis der kantonalen Stiftung Pro Innerrhoden verliehen. Er verstarb im Alter von 77 Jahren.

## Galerie

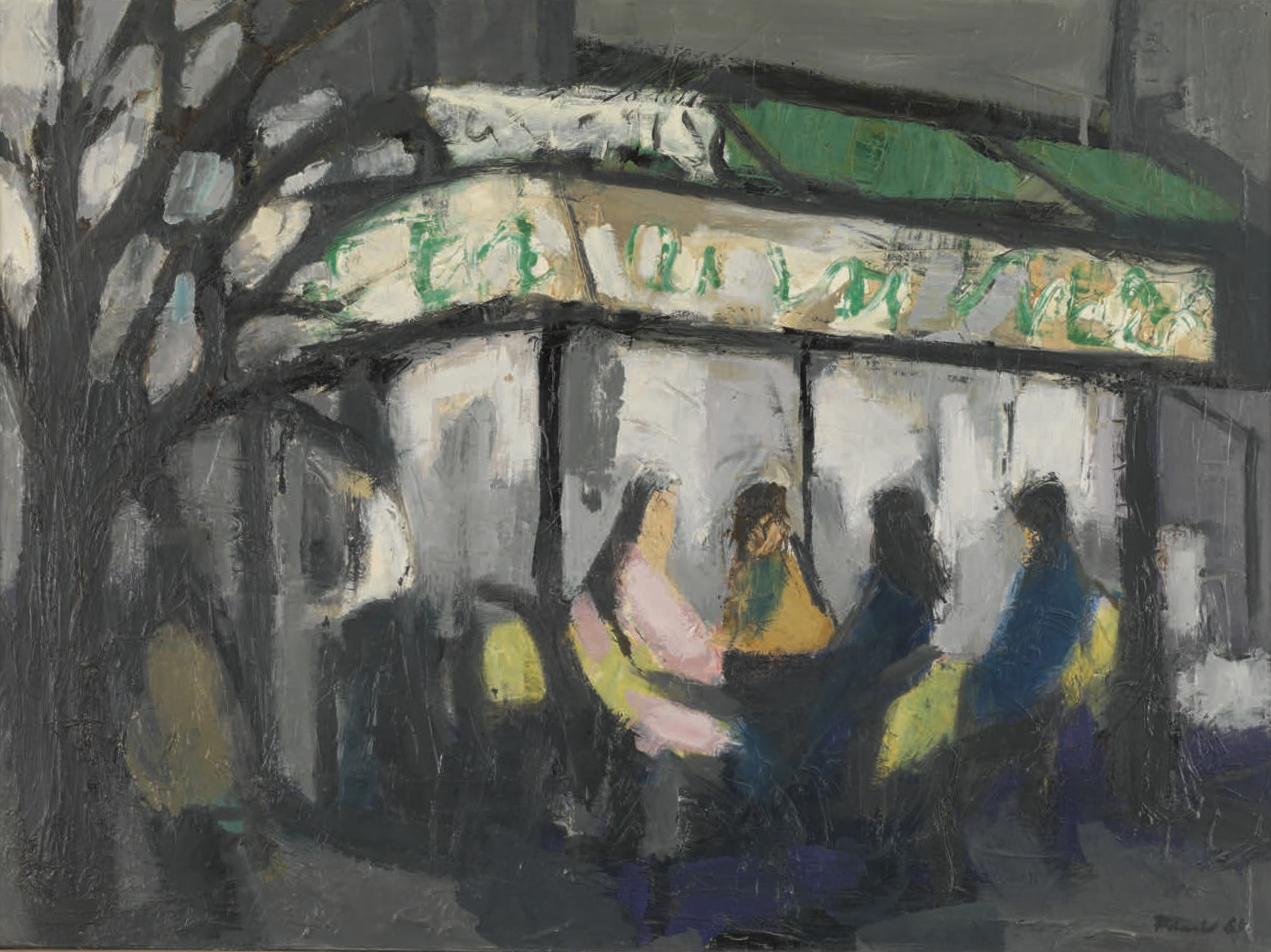
Bistrot in Paris, Öl auf Leinwand, 1961
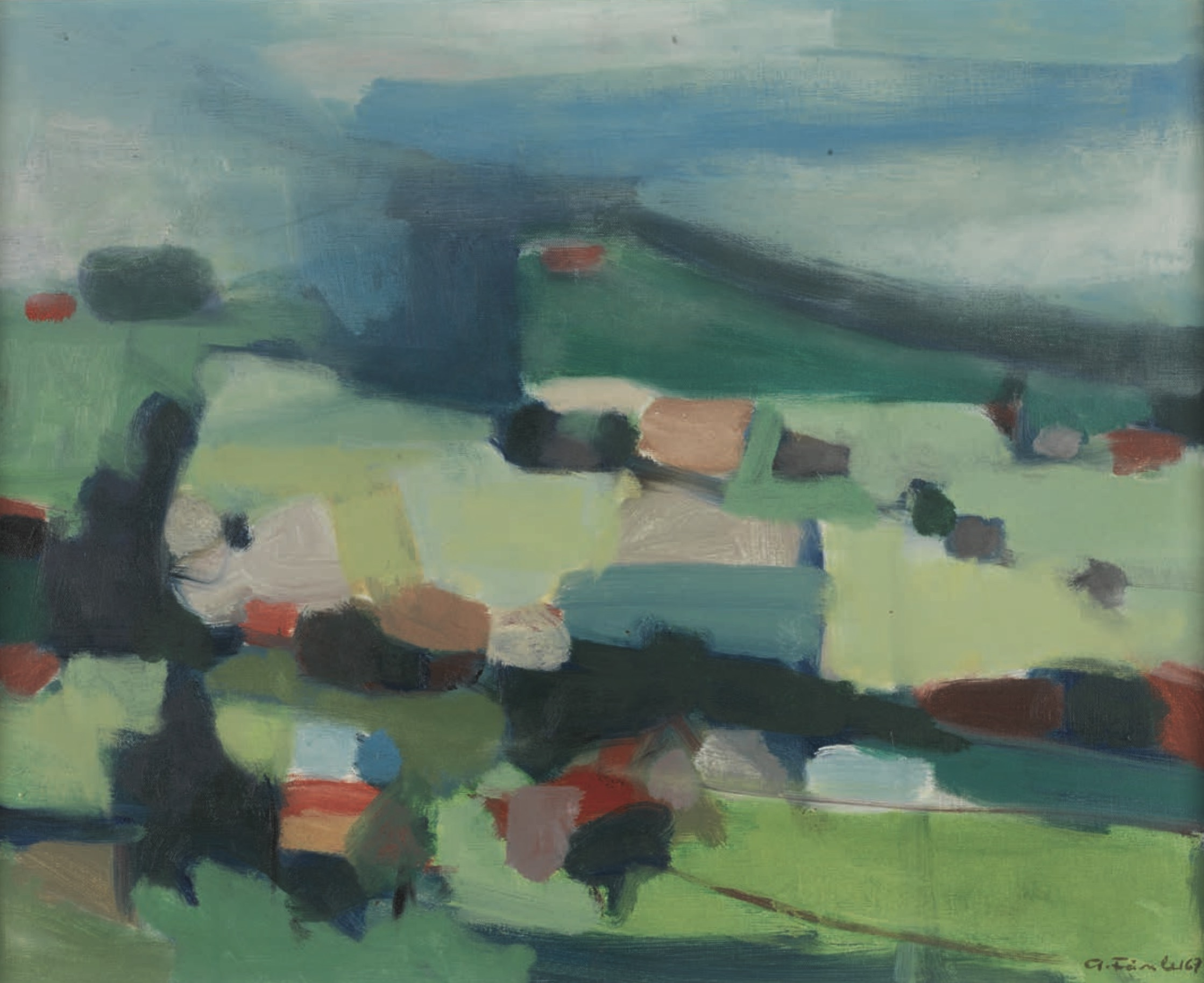
Landschaft, Öl auf Holz, 1967
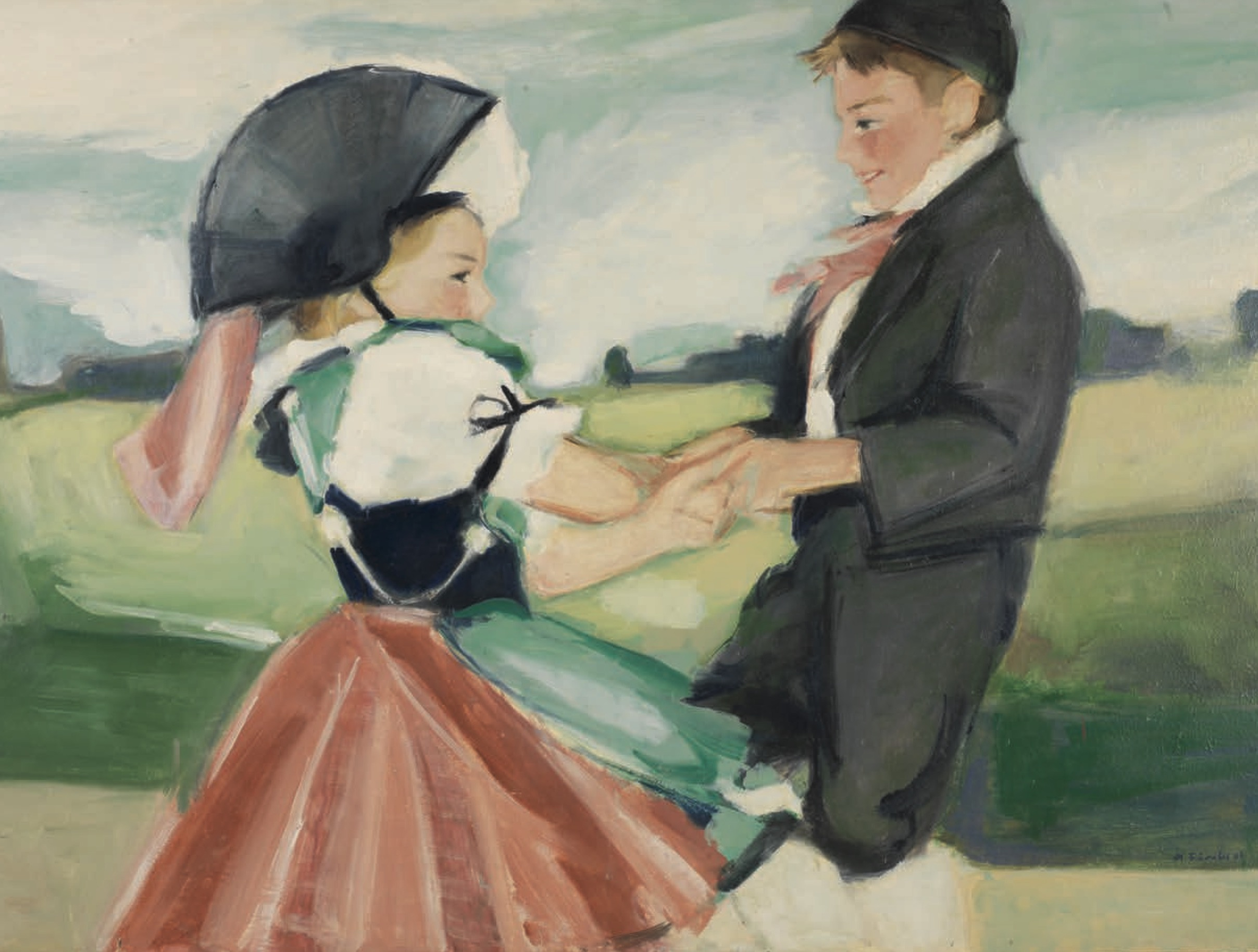
Hierig-Paar, Roswitha und Sepp Räss («Tübli»), Öl auf Leinwand, 1968
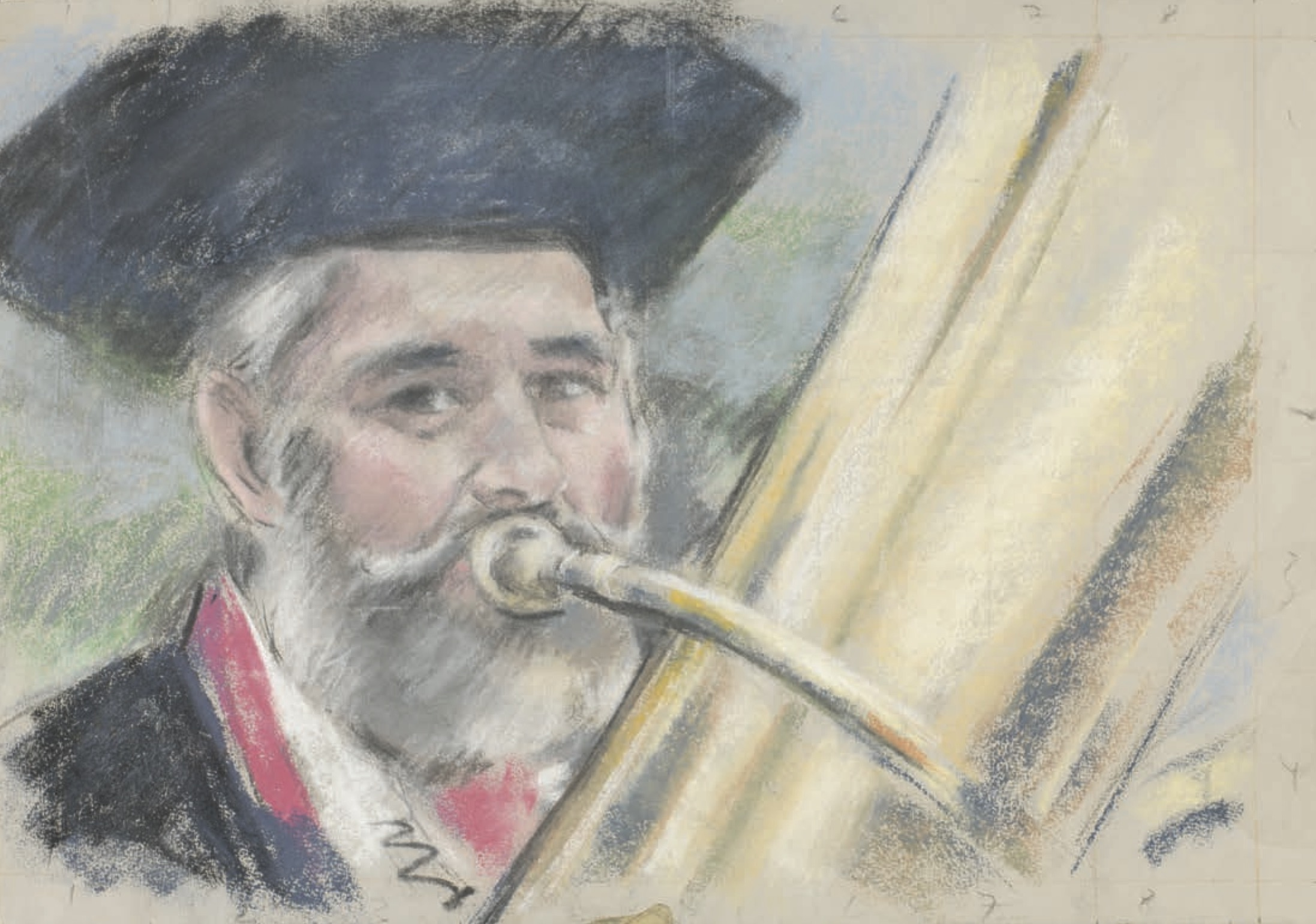
Franz Ulmann mit Tuba, Pastell auf Papier, ca. 1980
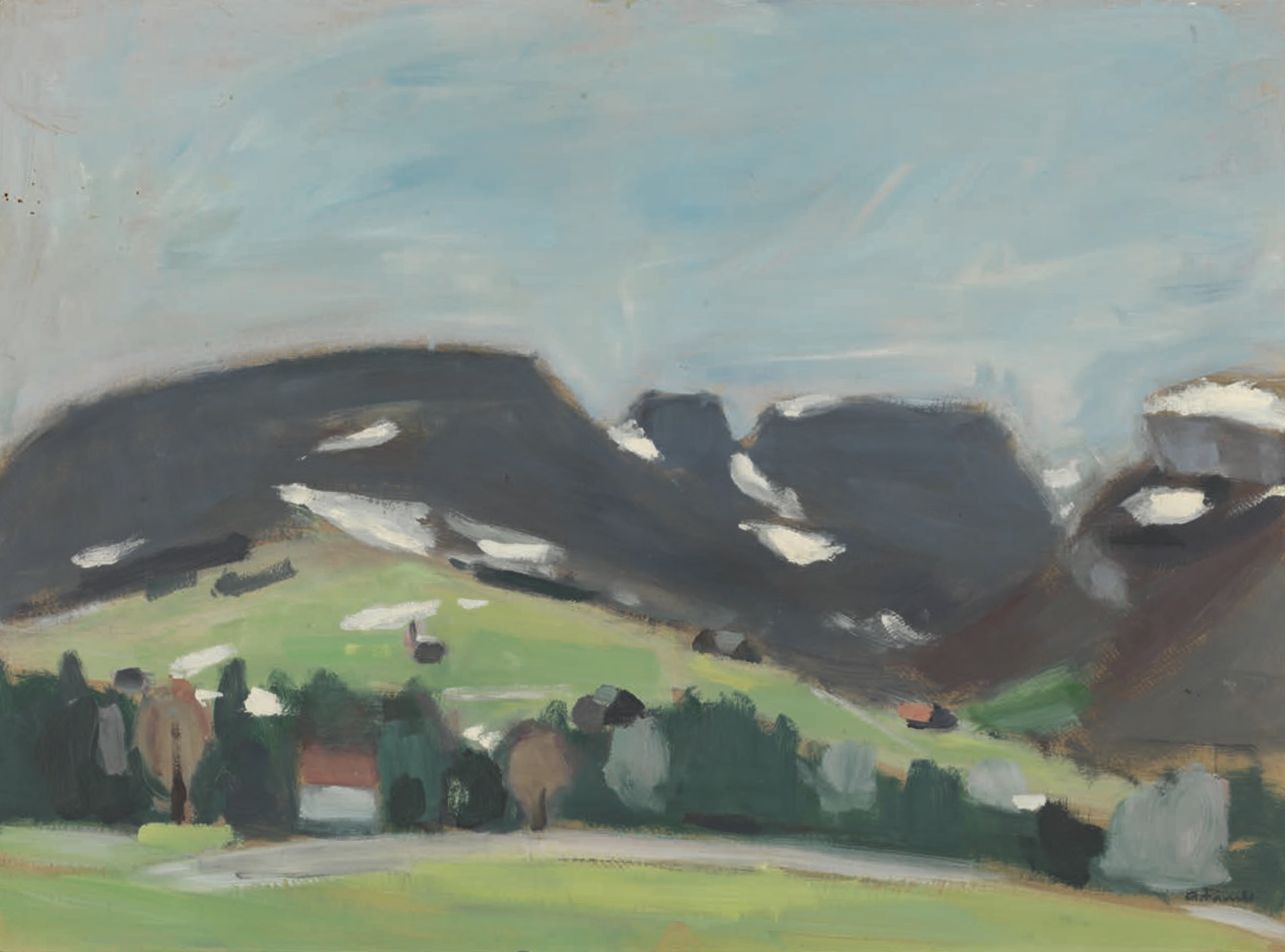
Blick auf den Alpstein, Öl auf Pavatex, 1994